# الکساندر ماندر
الکساندر ماندر (انگلیسی: Alexander Maunder; ۳ فوریهٔ ۱۸۶۱ – ۲ فوریهٔ ۱۹۳۲) تیرانداز اهل بریتانیا بود.
وی در مسابقات کشوری و بین‌المللی در مجموع برندهٔ ۱ مدال طلا، ۱ مدال نقره، ۱ مدال برنز شده‌است.